# Élection partielle québécoise de septembre 2010
L'élection partielle du 13 septembre 2010 est une élection partielle qui s'est déroulée dans la circonscription de Saint-Laurent.  Le scrutin était nécessaire en raison de la démission de Jacques P. Dupuis, député du parti libéral, le 9 août 2010.
Les résultats sont les suivants :
|                                                                                               | Nom                  | Parti               | Nombre de voix | %      | Maj.  |
| --------------------------------------------------------------------------------------------- | -------------------- | ------------------- | -------------- | ------ | ----- |
|                                                                                               | Jean-Marc Fournier   | Libéral             | 7 126          | 64 %   | 5 130 |
|                                                                                               | Philippe Leclerc     | Parti québécois     | 1 996          | 17,9 % | -     |
|                                                                                               | Jose Fiorilo         | Action démocratique | 931            | 8,4 %  | -     |
|                                                                                               | Marie Josèphe Pigeon | Québec solidaire    | 566            | 5,1 %  | -     |
|                                                                                               | Tim Landry           | Vert                | 513            | 4,6 %  | -     |
| Total                                                                                         | Total                | Total               | 11 132         | 100 %  |       |
| Le taux de participation lors de l'élection était de 21,6 % et 166 bulletins ont été rejetés. |                      |                     |                |        |       |